# Aesop Rock
Иэн Маттиас Бэвиц (англ. Ian Matthias Bavitz) (5 июня 1976, Нортпорт), выступающий под псевдонимом Aesop Rock (Эзоп Рок) — американский рэпер и продюсер, один из первых исполнителей суб-жанра альтернативный хип-хоп, который начал развиваться в начале 90-х годов. Сайт betterPropaganda, посвящённый музыке, назвал его 19-м в чарте Top 100 Artists of the Decade (рус. 100 лучших исполнителей десятилетия).

## Биография
Родился 5 июня 1976 года и вырос в деревне Нортпорт (штат Нью-Йорк), окончил местную школу. Является выпускником Бостонского университета, где он обучался живописи. Работал официантом.
В августе 2001 года Бэвиц испытал нервный срыв. Этому событию посвящён трек «One of Four» с мини-альбома Daylight.
В 2005 году женился на Элисон Бэйкер, гитаристке из калифорнийской группы Parchman Farm.
У рэпера есть татуировки на обоих предплечьях. На левой руке написано «Must Not Sleep», на правой — «Must Warn Others». Это фразы из научно-фантастического фильма 1956 года «Вторжение похитителей тел». Они же процитированы Бэвицом в песнях «Antisocial» и «Commencement at the Obedience Academy».
28 августа 2007 года рэпер выпустил альбом None Shall Pass, который дебютировал на 50 строчке чарта Billboard 200.

## Дискография

### Альбомы
- Music for Earthworms (1997)
- Float (2000)
- Labor Days (2001)
- Bazooka Tooth (2003)
- None Shall Pass (2007)
- Are You Gonna Eat That? (2011) (в составе Hail Mary Mallon)
- Skelethon (2012)
- Bestiary (2014) (в составе Hail Mary Mallon)
- The Impossible Kid (2016)
- Spirit World Field Guide (2020)
- Garbology (2021) (c Blockhead)
- Integrated Tech Solutions (2023)

### Мини-альбомы
- Appleseed (1999)
- Daylight (2002)
- Fast Cars, Danger, Fire and Knives (2005)
- Lice (2015) (с Homeboy Sandman)[4]
- Lice Two: Still Buggin' (2016) (с Homeboy Sandman)

### Сборники
- Build Your Own Bazooka Tooth (2003)
- Hokey Fright (2013) (в составе The Uncluded)